# Adetus fuscopunctatus
Adetus fuscopunctatus är en skalbaggsart som beskrevs av Aurivillius 1900. Adetus fuscopunctatus ingår i släktet Adetus och familjen långhorningar.
Artens utbredningsområde är Venezuela. Inga underarter finns listade i Catalogue of Life.